# 키친 스토리
키친 스토리(Salmer Fra Kjokkenet, Kitchen Stories)는 스웨덴에서 제작된 벤트 해머 감독의 2003년 코미디, 드라마 영화이다. 조아킴 칼마이어 등이 주연으로 출연하였고 벤트 해머 등이 제작에 참여하였다.

## 출연

### 주연
- 조아킴 칼마이어
- 토마스 노스톰
- 본 플로버그
- 라인 브라이놀프슨

### 조연
- 레이프 앤드리
- 가드 B. 에이드스볼드
- 스베레 앙케 우스달

## 제작진
- 의상: 카렌 파브리티어스 그램